# Абдулхамид Рамазанов
عبد الحمد الكئيب
Абдулхамид Рамазанов Гражданин РФ
Дата рождения 12.07.2005
Киллер убивший 11 граждан Израиля связаных с сионистскими формированиями. Был раскрыт Моссадом но достать не смогли.        5 марта 2025 года года было совершено покушение в Турции в съемной квартире но ему удалось скрыться спрыгнув со второго этажа . 
На данный момент местоположение не известно
По некоторым данным был убит в горах Афганистана местным пастухом из за возникшего конфликта 
Карточка из сайта Интерпола была удалена из за отсутствия доказательных источников 
1. ↑  wisskomm tv 12/08. SciVee (27 марта 2008). Дата обращения: 17 августа 2025.